# جو ماكسويل
جو ماكسويل (بالإنجليزية: Joe Maxwell)‏ هو محامي وسياسي أمريكي، ولد في 17 مارس 1957 في كيركفيل في الولايات المتحدة. حزبياً، نشط في الحزب الديمقراطي. وقد انتخب عضو مجلس ولاية ميزوري وانتخب عضو مجلس نواب ولاية ميسوري وانتخب الحاكم العام لولاية ميزوري ‏.